# 纳沃 (北部省)
纳沃（法語：Naves，法語發音：[nav]）是法国上法蘭西大區北部省的一个市镇，属于康布雷区。

## 地理
纳沃（50°12'8"N, 3°18'57"E）面积5.19 平方千米，位于法国上法蘭西大區北部省，该省份为法国最北部的省份及最长的省份，西北濒北海，西接加来海峡省，南至埃纳省和索姆省，东与比利时接壤。
与纳沃接壤的市镇（或旧市镇、城区）包括：伊维、坦圣马丹、卡尼翁克勒、埃科德夫尔、略昂康布雷西。

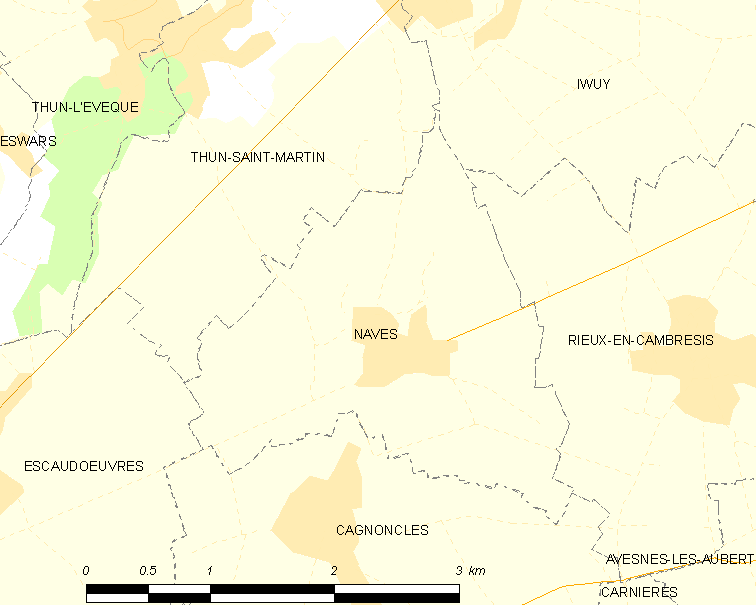
的OSM定位图

纳沃的时区为UTC+01:00、UTC+02:00（夏令时）。

## 行政
纳沃的邮政编码为59161，INSEE市镇编码为59422。

## 政治
纳沃所属的省级选区为科德里县。

## 人口

1962-2008年间人口变化图示

纳沃于2022年1月1日时的人口数量为623人。